# 잣기름
잣기름은 잣에서 짜낸 기름이다.

## 쓰임새
한국에서는 백자주를 담글 때 쓴다.